# パラレル feat. 秦 基博
「パラレル feat. 秦 基博」は、2009年9月16日に発売された冨田ラボの6作目のシングル。

## 解説
今作では、フィーチャリングボーカリストにシンガーソングライターの秦基博、作詞に松本隆を迎え、rhythm zoneレーベル移籍第2弾シングルとして発売された。
冨田の作品としては初めて2形態での発売で、「初回限定盤（CD＋DVD）」と「通常盤（CDのみ）」があり、ジャケットも異なる（CD収録曲は共通）。
カップリングには自身の「眠りの森 feat. ハナレグミ」を秦基博のボーカルで再録した「眠りの森(Authentic Session with 秦 基博」を収録。こちらも作詞は松本隆が手がけている。
初回限定盤のDVDには「パラレル feat. 秦 基博」のビデオクリップの他、2007年にパシフィコ横浜で行われたイベント「MTV Cool Christmas 2007」での冨田ラボと秦基博の初共演映像が収録されている。
オリコンデイリーチャートでは初登場7位を記録。冨田ラボとしては初のトップ10入りを果たした。週間チャートでは11位とトップ10入りを逃したものの、2005年の「ずっと読みかけの夏 feat.CHEMISTRY」(37位)を上回り、自身最大のヒットとなった。

## 収録曲
- CD

1. パラレル feat. 秦 基博
2. 眠りの森(Authentic Session with 秦 基博
3. Piano Quintet
4. パラレル(Instrumental)

- DVD

1. パラレル feat. 秦 基博 (Music Video)
2. 風景 (秦 基博×冨田ラボ@MTV Cool Christmas 2007)